# Konstantinova vizija (Bernini)
Konstantinova vizija je konjeniški kip italijanskega umetnika Giana Lorenza Berninija, ki stoji v Scala Regia pri baziliki sv. Petra v Vatikanu. Skulptura, ki je bila prvotno naročena kot samostojno umetniško delo znotraj same cerkve svetega Petra, je bila leta 1670 končno razkrita kot sestavni del Scala Regia – Berninijevo preoblikovano stopnišče med baziliko in Apostolsko palačo. Za razliko od drugih velikih Berninijevih del so umetnostni zgodovinarji domnevali, da je to delo skoraj v celoti izvedel on - noben drug kipar ni bil zabeležen, da bi prejel plačilo. Berninijev skupni honorar je bil 7000 rimskih skudov.

## Tema
Lik Konstantina Velikega kot zgodnjega krščanskega vladarja je bil posebej privlačen poznejšim papežem, zlasti v 17. stoletju. Berninijeva skulptura je prilagodila določen trenutek Konstantinovega življenja.
Pred bitko s poganskim rimskim cesarjem Maksencijem je Konstantin s svojo vojsko vodil molitve. Čez nekaj časa se je na nebu, nad soncem, pojavil križ, ki je močno sijal  z napisom In Hoc Signo Vinces ali »S tem znakom boš zmagal«. Čudež je presenetil Konstantina in njegove čete in jim dal dovolj vere, da so premagali Maksencija v bitki pri Milvijskem mostu, po kateri je Konstantin zmagoslavno vstopil v Rim, s čimer je priznal versko toleranco in tako osvobodil kristjane pred rimskim preganjanjem.

## Naročilo
Skulptura ima dolgo zgodovino, ki se je začela leta 1654, ko je Bernini začel z delom, ki ga je zelo verjetno naročil papež Inocenc X.. Prvotni načrt je bil, da se skulptura postavi v baziliko svetega Petra. Vendar, ko je Aleksander VII. leto kasneje prevzel papeški prestol, je bil projekt ponovno oživljen, saj je zagotovil prihod velikega bloka marmorja, ki ga je Bernini lahko uporabil za uresničitev obstoječih risb in skic. Vendar pa je bil projekt zaradi nejasnih razlogov ponovno odložen in Bernini je gradnjo bloka začel šele leta 1662.
Šele na nedefinirani točki v 1660-ih je lokacija za kip postala nova Scala Regia, ki jo je načrtoval sam Bernini. Bernini je nadaljeval z izpopolnjevanjem konjeniške skulpture in v zasnovi je prišlo do sprememb, da bi se lahko spopadla z novo lokacijo v Scala Regia. Ogromni glineni modeli skulpture so bili postavljeni v nišo, kar je Berniniju dalo idejo o tem, kako bi izgledala končna kompozicija, ko bi bila postavljena in situ. Zaradi višine niše, ki prevladuje nad skulpturo, je bila splošnemu dekorativnemu učinku dodana zložljiva, dinamična draperija, ki je bila nameščena za marmornim konjem.
To je Berniniju omogočilo, da je naredil zadnje popravke na Konstantinu in konec leta 1668 je bil razglašen za končanega.
Prevoz skulpture iz Berninijevega ateljeja v Scala Regio je trajal deset dni, zanjo so ponoči skrbeli stražarji. Različna slama, vitli, deske in tramovi ter sani in voli so bili potrebni za vlečenje ogromne skulpture. Končno je prispel 12. januarja 1669. Arhitekturna in dekorativna dela (kot je draperija) na niši okoli kipa so se nadaljevala do leta 1669, prav tako kot poliranje samega kipa.

## Sodobna kritika
Razen kratkega obdobja papeške sramote v 1640-ih je Bernini užival veliko odobravanje rimskega prebivalstva in aristokracije. Vendar je bila skulptura Konstantina kritizirana takoj po razkritju. Različni objavljeni pamfleti so potrdili slabosti kipa - da je bil križ, ki je navdihnil Konstantinovo reakcijo, mnogim gledalcem neviden, zaradi česar je bilo težko razumeti pomen zgodbe; da se zdi, da je skulptura obtičala med tem, da je relief ali prosto stoječa skulptura; pojavila so se tudi vprašanja o zgodovinski netočnosti predstavitve Konstantina kot mlade osebe s kratko brado. Ugotovljeno je bilo tudi, da je bil Konstantin brez jezdečeve opreme, kot sta sedlo ali vajeti. Pomanjkanje realizma v kipu - Bernini se je odrekel natančnosti upodobitve konja (»pretirana dolžina konja, ukrivljenost telesa ... dolg vrat, ogromen rep ... nenavadno oblikovana ušesa«), da bi zagotovil večji občutek gibanja - so ga živo izpostavili tudi pisci 17. stoletja.

## Moderna  kritika
Morda zaradi svoje relativne nedostopnosti (če nimate posebnega dostopa do Vatikana, je skulptura vidna samo z enega mesta, pod portikom sv. Petra), je bil kip Konstantina deležen malo umetnostnozgodovinske pozornosti. To je lahko tudi posledica kakovosti prejetih mnenj o kakovosti same skulpture. Lavin gre mimo tega dela v svojem delu Bernini in enotnost vizualnih umetnosti, Avery (v svojem Bernini: Genij baroka) pa pove zelo malo. Celo Marder, edini umetnostni zgodovinar, ki se je osredotočil na celotno knjigo o Konstantinu in Scali Regii, priznava, da »morda nikoli ne bomo izvedeli, kako je izgledal Konstantinov konjeniški kip, preden je bil dokončan in situ, a ena domneva je, da je imel večjo formalnost moč v Berninijevem umu«. Rudolf Wittkower je veliko bolj radodaren – »Spomenik je postavljen pred ogromno draperijo, ki jo je buril veter in ta je okrepila opazovalčevo prepričanje v nenadno prekinitev napredovanja jezdeca in poudarila njegovo očarano ležanje in reakcije, ki jih je sočasno zabeležila žival, so izredno prepričljiva izkušnja«.